# سونيا باشيتش
سونيا باشيتش مواليد 26 نوفمبر 1987 في زغرب، هي لاعبة كرة يد كرواتية تلعب كصانع لعب. مثلت منتخب كرواتيا لكرة اليد للسيدات. شاركت في دورة الألعاب الأولمبية الصيفية سنة 2012. حققت المركز الثالث في ألعاب البحر الأبيض المتوسط 2013.

## سجل المنافسة
شاركت في البطولات التالية:
- الألعاب الأولمبية الصيفية 2012
- بطولة أوروبا لكرة اليد للسيدات 2012
- بطولة أوروبا لكرة اليد للسيدات 2014

## الميداليات
| الميدالية | المسابقة                        |
| --------- | ------------------------------- |
| برونزية   | ألعاب البحر الأبيض المتوسط 2013 |

## روابط خارجية
- سونيا باشيتش على موقع الاتحاد الأوروبي لكرة اليد (الإنجليزية)
- سونيا باشيتش على موقع اللجنة الأولمبية الدولية (الإنجليزية)
- سونيا باشيتش على موقع أوليمبيديا (الإنجليزية)